# Gran Valle del Rift

Esquema estructural simplificado del rift africano-oriental.

El Gran Valle del Rift es una gran fractura extensional, un rift, situado en el Este de África cuya extensión total es de 4830 kilómetros en dirección norte-sur. Aunque generalmente se habla de este valle para referirse solo a su parte africana, desde Yibuti a Mozambique, lo cierto es que el mar Rojo y el valle del Jordán también forman parte de él. Comenzó a formarse en el sureste de África (donde es más ancho) hace unos 30 millones de años y sigue creciendo en la actualidad, tanto en anchura como en longitud, expansión que con el tiempo se convertirá en una cuenca oceánica (de hecho, ya lo es en la zona del mar Rojo gracias a su comunicación con el océano Índico). Los constantes temblores de tierra y emersiones de lava contribuyen a este crecimiento y, de seguir a este ritmo, el fondo del valle quedará inundado por las aguas marinas de forma total dentro de 10 millones de años. Con ello, la placa somalí se habrá desgajado de la placa africana formando un subcontinente distinto que procederá a separarse más aún de África, formando el valle un nuevo mar.

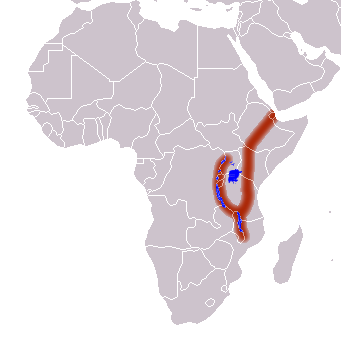
Situación del Gran Valle del Rift en África.

Por la gran importancia de los fósiles de homínidos que se han recuperado de este valle para el conocimiento de la evolución humana, ha recibido el apelativo de cuna de la humanidad.
El sistema de lagos de Kenia en el Gran Valle del Rift fue declarado Patrimonio de la Humanidad por la Unesco en 2011.

## Ampliación teórica

Diagrama de la futura evolución de un valle de rift hacia un mar.

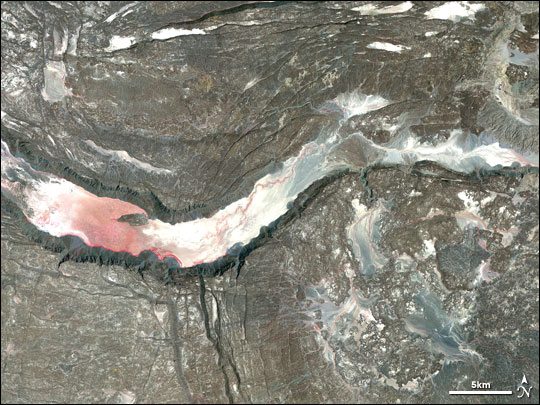
Imagen de satélite de un graben en la depresión de Afar.

Hoy en día, estas grietas y fallas se ven como distintas, aunque conectadas, pero originalmente se pensaba que el Gran Valle del Rift era un único rasgo que se extendía desde Líbano en el norte hasta Mozambique en el sur, donde constituye una de las dos provincias fisiográficas distintas de las montañas de África Oriental. Incluía lo que hoy se denomina la sección libanesa de la transformación del mar Muerto (Turquía hasta el estrecho de Tirán), el rift del valle del Jordán (término geográfico para la sección que incluye todo el curso del río Jordán, el mar Muerto y el Aravá Valle), el rift del mar Rojo y el rift de África Oriental. Estos rifts y fallas se formaron hace 35 millones de años.

## Geografía

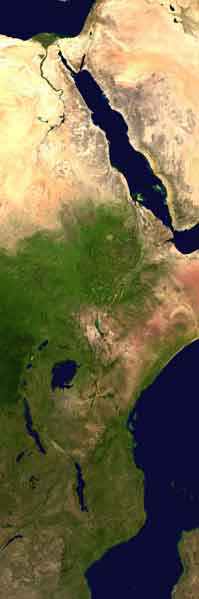
El Valle del Rift visto desde el espacio.

### África
A la altura de África central se divide en dos valles distintos que vuelven a unirse más al sur, en Tanzania.El del este acoge en su interior grandes extensiones de sabana por las que se mueven enormes manadas de mamíferos, como el búfalo africano, el ñu, la cebra de planicie, la jirafa o el elefante africano. En la del oeste, en cambio, predomina la selva y allí pueden verse chimpancés y gorilas, entre otros animales. El sistema también acoge la mayor elevación del continente africano, el volcán Kilimanjaro (que se formó tras una única y constante salida de magma que duró un millón de años), y a algunos de los mayores lagos africanos, como el Turkana, el Tanganica o el Malawi. También se considera al lago Victoria, el segundo lago más grande del mundo, como parte del sistema, aunque en realidad se encuentra en el terreno situado entre los dos ramales antes citados. Entre las cordilleras que corta o siguen a lo largo del Valle están el macizo etíope y los montes Mitumba. También son abundantes los lagos salados, tanto presentes como ya secos, que emergen a través de las grietas en el terreno y no son producto de la lluvia.
La ruptura del continente africano ejercida por el Gran Valle del Rift, es la responsable también de que en el este del continente el clima sea más seco que en el oeste. Debido a ello, en esta parte de África apareció primero la sabana, y los simios locales, que hasta entonces vivían en las ramas de los árboles, debieron hacerse terrestres y dieron lugar a los primeros homínidos. La gran grieta ha dejado también al descubierto cientos de metros de estratos geológicos, por lo que los fósiles y la historia geológica en general de esta parte de África son los mejor conocidos de todo el continente africano.

### Asia
Las partes más septentrionales del valle del Rift corresponden a la sección central de lo que hoy se llama Falla de Levante o Rift. Esta sección media forma el valle de la Becá en Líbano, que separa Líbano de la Cordillera del Antilíbano. Más al sur se conoce como el Valle de Jule que separa las montañas de Galilea y los altos del Golán.
El río Jordán comienza aquí y fluye hacia el sur a través del lago Jule hasta el Lago de Tiberíades a Israel. El Rift continúa entonces hacia el sur a través del Valle del Rift del Jordán hasta el mar Muerto en la frontera entre Israel y Jordania. Desde el mar Muerto hacia el sur, el Rift está ocupado por el Wadi Araba, después el Golfo de Áqaba y después el mar Rojo.
En el extremo sur del Sinaí, en el mar Rojo, la transformación del Mar Muerto se encuentra con la grieta del Mar Rojo que recorre toda su longitud. La grieta del Mar Rojo llega al suelo para encontrarse con la grieta de África Oriental y la Dorsal de Adén en la depresión de África Oriental. La unión de estas tres rendijas se llama Fractura de Afar.

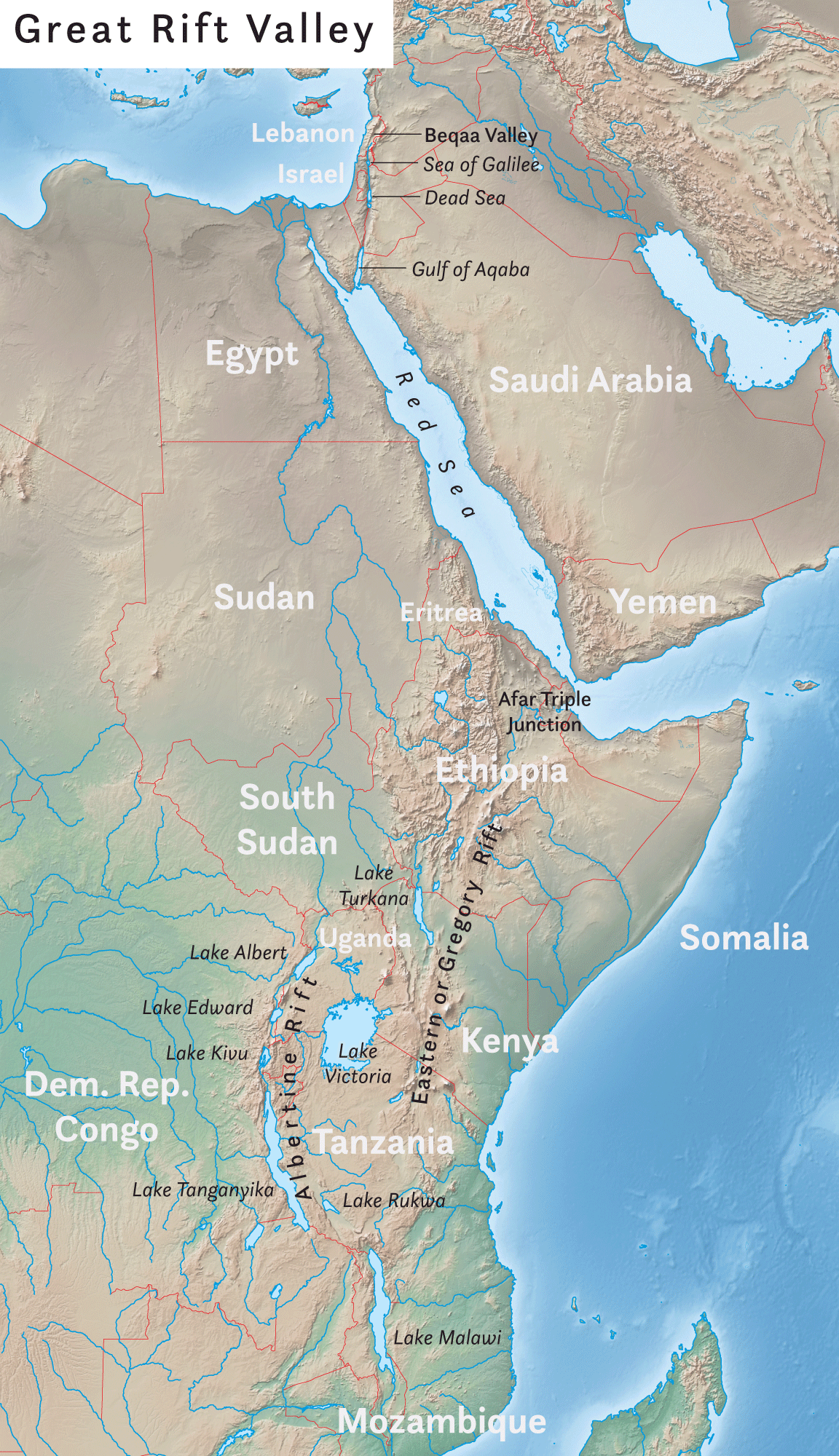
Mapa del Valle de Rift.

## Origen
Su génesis se produce por la separación de las placas tectónicas al expandirse la corteza terrestre por los procesos divergentes a lo largo del propio rift o valle tectónico (borde divergente). El proceso es inverso a la colisión de placas tectónicas que forman cadenas montañosas como el Himalaya o los Alpes. Por el contrario, en la separación de placas se forma una larga zanja con laderas de gran pendiente, escalonadas a favor de fallas normales, donde la zona central se fragmenta y se hunde formando la fosa tectónica o graben.
Por todo el Valle del Rift la corteza terrestre se adelgaza y es calentada por el magma, que puede ascender a la superficie por fisuras y chimeneas volcánicas.

## Historia

### Prehistoria
Fósiles y sitios arqueológicos famosos: Hadar, Etiopía ha proporcionado evidencia fósil significativa de los primeros homínidos, incluyendo Australopithecus afarensis. El descubrimiento de "Lucy" en 1974 fue un momento crucial para entender la evolución humana. La Garganta de Olduvai en Tanzania, a menudo es llamada la Cuna de la Humanidad, ha proporcionado una gran cantidad de información sobre el comportamiento de los primeros homínidos, incluidos herramientas y fósiles de Homo habilis y Homo erectus. El sitio de Laetoli en Tanzania es conocido por sus huellas de homínidos bien conservadas de hace aproximadamente 3.6 millones de años, este sitio ofrece información sobre la locomoción y el comportamiento social de los primeros humanos.

### Período Medieval y de la Edad Moderna Temprana
Durante el Imperio Aksumita, los aksumitas construyeron estructuras impresionantes como los campos de estelas en Aksum y la Iglesia de Santa María de Sión. También fueron fundamentales en el cristianismo temprano en África, siendo el imperio un jugador clave en redes comerciales que conectaban África, Medio Oriente y el Mediterráneo. Ciudades como Mombasa, Lamu y Zanzíbar prosperaron desde el siglo VIII hasta el XVI, beneficiándose del comercio con comerciantes árabes, persas e indios. Este período vio el surgimiento de una cultura swahili única con una mezcla de influencias bantúes e islámicas.

### Período Colonial
Influencia alemana y británica, África Oriental, África Oriental Alemana (actual Tanzania) y África Oriental Británica (Kenia) fueron las principales entidades coloniales. La construcción del Ferrocarril de Uganda (terminado en 1901) fue un desarrollo significativo, conectando el interior de Kenia con la costa y facilitando tanto el movimiento de bienes como la expansión de la influencia colonial.
Etiopía logró resistir la colonización por parte de Italia, excepto por una breve ocupación de 1936 a 1941 bajo Mussolini. La capacidad de Etiopía para mantener su soberanía la convirtió en un símbolo de resistencia e independencia africana.

### Era Post-Colonial hasta la actualidad
Desarrollos Claves y Problemas
El Valle del Rift ha sido un punto crítico para la violencia étnica, especialmente evidente durante la violencia postelectoral de 2007-2008. Las tensiones entre comunidades, a menudo exacerbadas por la manipulación política, han llevado a desafíos humanitarios significativos.
El Valle del Rift alberga varios parques nacionales y reservas renombradas. El Parque Nacional Serengeti y el Cráter de Ngorongoro en Tanzania, así como la Reserva Maasai Mara en Kenia, son cruciales para la conservación de la vida silvestre y el ecoturismo. Los esfuerzos para proteger especies en peligro como el elefante africano y el rinoceronte están en curso.
El Valle del Rift enfrenta problemas ambientales significativos como la deforestación, la erosión del suelo y los efectos del cambio climático. Los esfuerzos para abordar estos problemas incluyen programas de conservación y proyectos de desarrollo sostenible destinados a equilibrar las necesidades humanas con la preservación ambiental.
Desarrollo Tecnológico y Moderno
La región ha visto mejoras significativas en infraestructura, incluyendo carreteras, aeropuertos y redes de comunicación, que facilitan tanto el comercio local como internacional. Por ejemplo, la expansión de la infraestructura en Nairobi y el desarrollo del puerto de Mombasa han reforzado las actividades económicas.
Ha habido un aumento en los centros de tecnología e innovación en la región, especialmente en ciudades como Nairobi, a menudo llamada “Silicon Savannah” debido a su floreciente industria tecnológica. Esto incluye avances en tecnología móvil y servicios financieros digitales, que están transformando economías y sociedades.
Hay un enfoque creciente en preservar la diversa herencia cultural de las comunidades del Valle del Rift. Esto incluye esfuerzos para documentar y revitalizar lenguas tradicionales, artes y prácticas, al tiempo que se integran expresiones culturales modernas.
En general, el Valle del Rift continúa siendo una región de profunda importancia histórica y cambio dinámico, reflejando su pasado profundo y su papel en evolución en el mundo contemporáneo.

## Geología

### Fractura
De norte a sur, la falla tectónica está formada por la Depresión de Afar (que incluye el Golfo de Tadjourah y el Bloque de Danakil), el valle del Awash, el valle del Omo, el lago Turkana, tras lo cual la falla africana se divide en dos ramas, formando los grands lacs africains al oeste y pequeños lagos al este del lago Victoria, para unirse más al sur en el lago Malawi y el valle del Shire, al sur de Malawi.
El Gran Valle del Rift, el mar Rojo y el golfo de Adén corresponden a los límites de tres placas divergentes, límites dispuestos en forma de estrella a partir de un punto triple situado en la Afar. El mar Rojo y el golfo de Adén, que separan la placa árabe de África, son fallas de oceanizadas. El tripunto de Afar, que une las tres estructuras, es una importante zona volcánica atravesada por numerosas fallas normales.
La fracturación de África oriental comenzó durante el Oligoceno, hace al menos 25 millones de años, y el colapso provocó una importante sedimentación lacustre (de hasta 8000 m) en los numerosos lagos que se formaron (Lago Kivu, Lago Tanganica, Lago Malaui, etc.). El ritmo de apertura es del orden de 1/cm/año y disminuye hacia el sur. Las dos ramas de la falla están unidas por una importante zona de fractura, el lineamento de Assoua. El Kilimanjaro y el monte Kenia se encuentran en la intersección de la rama oriental y este lineamento.
A medida que la falla se ensancha, su altitud disminuye debido a la subsidencia térmica y tectónica. La Depresión de Afar es una de las regiones más bajas del mundo : El lago Assal tiene una altitud de 153 metros por debajo del nivel del mar, lo que constituye el punto más bajo del continente africano.
Si la fractura continúa, la gran falla de África Oriental puede dar lugar a un mar de tres puntas, separando Arabia, la placa africana y una placa somalí insular al este.